# João Carlos Cavalcanti Reis
João Carlos Cavalcanti Reis (nascido em Salvador, 08 de agosto de 1945 – morto em São Paulo, 30 de outubro de 1972), foi um estudante e militante da Ação Libertadora Nacional (ALN), posteriormente do Movimento de Libertação Popular (Molipo), e morto durante a repressão da ditadura militar brasileira,  regime instaurado em 1 de abril de 1964 e que durou até 15 de março de 1985.
É um dos casos investigados pela Comissão Nacional da Verdade (CNV).

## Biografia
João, filho de João Viveiros Reis e Helena Cavalcante Reis, nasceu em 08 de Agosto de 1945 na Bahia, morava aos 27 anos na Capital paulista, onde estava cursando o quinto semestre de engenharia na Faculdade Mackenzie, quando foi assassinado.  O nome de João consta no dossiê de mortos e desaparecidos da época da ditadura militar, produzido pelo CBA (Comitê Brasileiro pela Anistia). 

## Militância e Exílio
João Carlos era baiano de Salvador. Mudou-se para São Paulo para cursar a Faculdade de Engenharia Mackenzie e se vinculou à Ação Libertadora Nacional (ALN), grupo armado que atuava em oposição à ditadura militar brasileira. João participou de ações armadas em 1969, porém saiu do país em razão das diversas prisões que atingiram a ALN ao final daquele ano.
Em Cuba, João Carlos recebeu treinamento militar e, no ano de 1971, retornou clandestinamente ao Brasil. Após a cisão ideológica interna da ALN, filiou-se ao Movimento de Libertação Popular (Molipo), organização militar revolucionária formada por jovens universitários opostos ao regime. Durante suas ações para o Movimento, usou vários codinomes, entre eles, Marcos, Tales e Vicente. 

## Emboscada, prisão e morte
João Carlos Cavalcanti Reis foi morto no dia 30 de outubro de 1972, no bairro da Vila Carrão, na cidade de São Paulo, após ter sido atingido por disparos de arma de fogo durante operação organizada por membros do Destacamento de Operações de Informações do Centro de Operações de Defesa Interna (DOI-CODI), do II Exército. João estava cursando o quinto semestre da faculdade de Engenharia Mecânica.
Alguns indícios dizem que o militante foi ferido e levado para o Departamento Estadual de Ordem Política e Social de São Paulo (DEOPS-SP), onde sofreu torturas e faleceu no mesmo dia. No entanto, o documento que tratou da morte de João Carlos afirma que ele morreu às 19 horas do dia 30 de outubro de 1972 em decorrência de um tiroteio com agentes dos órgãos de segurança do bairro Vila Carrão.
Segundo laudo médico divulgado pelo Instituto Médico Legal (IML) e assinado por médicos legistas conhecidos por membros do DOPS/SP, Isaac Abramovict e Orlando Brandão, João morreu em razão de lesões traumáticas no crânio que o atingiram durante o tiroteio com os agentes do DOI-CODI-SP, o laudo ainda apresenta a letra T maiúscula, o que caracteriza a vítima como terrorista. No entanto, segundo investigações da Comissão de Familiares de Mortos e Desaparecidos Políticos CEMDP, a versão apresentada não se sustenta.
José Trajano Paternostro Reis, irmão de João Carlos Cavalcanti Reis, apresentou testemunho por escrito à Comissão Especial Sobre Mortos e Desaparecidos Políticos (CEMDP), em 19 de março de 1996, sobre a morte do militante, que segundo ele foi morto após a sua prisão e foi torturado nas dependências do DEOPS/SP.No documento, ele destacou que autoridades do DEOPS o convocaram junto à mãe e demais irmãos para comparecer ao Instituto Médico Legal (IML) para reconhecer o corpo de João Carlos. A família não foi autorizada a retirar o lençol que cobria o corpo, porém, apesar da proibição, mãe e irmãos puderam observar que o rosto estava sem o olho esquerdo e o local havia sido preenchido com algodão. Além disso, constataram também que as mãos de João Carlos estavam fechadas e contraídas, como se ele tivesse sentido dores agudas antes de morrer. José Trajano destacou ainda que o corpo do irmão foi entregue em caixão de zinco lacrado e que a família recebeu a proibição de abri-lo ou de exumar o corpo. Durante o enterro e a cerimônia, um agente de segurança esteve presente para vigilância.
A versão oficial da morte de João Carlos também é questionada pelo Parecer Criminalístico, elaborado por Celso Nenevê, perito criminal, e apresentado à CEMDP em 24 de junho de 1996. Celso apontou que não foi realizado levantamento pericial do local de morte, o que era exigido pelo Código de Processo Penal da época. Além disso, verificou que o laudo de exame necroscópico concluiu somente "ferimento produzido pela entrada de projétil de arma de fogo", o que impede que sejam conhecidas informações sobre distância, trajetória e posições possíveis da vítima em relação aos atiradores.O laudo que atestava que a vestimenta de João na momento da morte era a seguinte: cueca de nylon castanha e meias de algodão castanho. Algo estranho para a hora e o local do ocorrido, pois seria impossível a vítima a estar com esta apresentação ás 19h no meio de um tiroteio. 
Nilmário Miranda, relator do caso da CEMDP, observou que João foi ferido em um tiroteio que aconteceu por volta das 19 horas, porém, segundo a certidão de óbito e o exame cadavérico, o corpo deu entrada no IML somente às 22 horas, três horas depois da ação policial. O relator também constatou que o fato do corpo de João Carlos ter dado entrada no Instituto Médico Legal apenas com cueca e meias evidencia que o militante foi levado à dependência policial para ser interrogado, assim como as marcas no pescoço da vítima observadas a partir da foto do cadáver, algo que não foi descrito no laudo cadavérico.Nilmário ainda atesta que seria desnecessária a exumação do corpo após a apresentação de elementos conclusivos. 
A CEMDP tentou reconstruir os fatos após um série de depoimentos e análises do casos.
Diante de tais depoimentos e investigações, a Comissão Nacional da Verdade (CNV) concluiu que João Carlos Cavalcanti Reis foi morto em razão de ação realizada por agentes do Estado Brasileiro, no contexto das diversas e constantes violações de direitos humanos promovidas pela ditadura militar.
Segundo o jornalista Elio Gaspari, a morte de João Carlos Cavalcanti Reis pode ter sido decorrente de denúncia de um operário metalúrgico chamado Rubens Carlos Costa, que era morador do bairro Vila Carrão e mantinha contato com agentes da Molipo. Segundo ele, Rubens fora preso e interrogado por agentes do DOI-CODI/SP, e pode ter dado a eles o nome do militante. Essa teoria está presente em um dos livros de Elio Gaspari, chamado Ditadura Escancarada. João Carlos foi pego na casa do próprio Rubens, onde havia ido com outro militante chamado Natanael de Moura Girardi à procura de Antonio Benetazzo, também do Molipo. Eles não sabiam que Antônio havia sido preso dois dias antes, em 28 de outubro, e que a chegada deles à casa de Rubens era esperada.
Natanael escapou à emboscada, mas João Carlos foi ferido e capturado. Em testemunho prestado pelo irmão da vítima, José Trajano Paternostro Reis, em 19 de março de 1996, consta: 

[...] foi preso, ferido, foi interrogado nas dependências do DEOPS, falecendo, posteriormente, ali, horas depois."
Segundo os legistas que assinaram o óbito, Isaac Abramovitc e Orlando Brandão, a morte teria sido causada por “lesões traumáticas crânio-encefálicas”. João Carlos foi enterrado no cemitério do Morumbi por seus familiares.
Após o atentado e a fuga do companheiro, a morte de João Carlos foi extensamente noticiada pela imprensa, numa tentativa de encontrar o militante sobrevivente.
A morte de João Carlos foi divulgada em diversos veículos da imprensa. Em uma nota da revista Veja conta que João foi morto após um intenso tiroteio com a polícia e é retratado como membros de uma organização terrorista. O jornal Folha de S. Paulo também retrata João como terrorista e afirma que ele participou do assassinato do sargento da Polícia Militar, Thomas Paulino de Almeida e também teria praticado um assalto à pedreira Rochester em Moji das Cruzes, um assalto à uma RP em Santo André, um atentado a bomba contra o consulado norte-americano em São Paulo e um roubo de mais de dez automóveis.

## Curiosidades
- O nome de João Carlos foi citado no Projeto de Lei nº 438, de 2010, de autoria do deputado estadual Carlos Giannazi. Este projeto foi transformado na norma nº 14.594, de 2011, que instituiu o Dia Estadual de Memória dos Mortos e Desaparecidos Políticos no Estado de São Paulo, a ser celebrado anualmente no dia 04 de setembro.[9]
- A cidade de São Paulo deu o nome de João Carlos Cavalcanti Reis a uma rua localizada no Conjunto Habitacional Jova Rural.[1]